# Peter Eder (Verbandsfunktionär)
Peter Eder (* 4. September 1969 in Schwarzach) ist ein österreichischer Verbandsfunktionär und Politiker. Er ist Präsident der Arbeiterkammer Salzburg und war außerdem von 2009 bis 2018 Bürgermeister der Gemeinde Bürmoos im Bundesland Salzburg. Er ist in der Fraktion Sozialdemokratischer GewerkschafterInnen (FSG) verankert.

## Leben
Peter Eder ist der Sohn des ehemaligen Bürgermeisters der Gemeinde Lend, Peter Eder senior. 
Über die Gewerkschaftsbewegung kam Peter Eder Junior in Kontakt mit der Politik und wurde mit 16 Jahren als Lehrling Jugendvertrauensrat in der Salzburger Aluminium AG (SAG). Ab 1992 war er als Gewerkschaftsfunktionär in der Stadt Salzburg tätig. 
2009 wurde Eder als Vizebürgermeister zum Bürgermeister von Bürmoos gewählt. Dieses Amt hatte er bis 2018 inne.
Im Rahmen einer lange im Vorhinein geregelten Nachfolge übernahm Peter Eder 2017 den Vorsitz der Landesorganisation des Österreichischen Gewerkschaftsbundes (ÖGB) in Salzburg von Siegfried Pichler. 2018 wurde Eder dann auch hauptberuflich zum Präsidenten der Arbeiterkammer im Bundesland gewählt. 
Seit dem 1. Jänner 2025 gehört Peter Eder der interimistischen Führung der SPÖ Salzburg an.
Peter Eder ist verheiratet und hat zwei Kinder.